# Tegeler Insel
Die Tegeler Insel, örtlich auch Hundeinsel genannt, ist eine künstliche Insel im Tegeler Hafen im Norden des Tegeler Sees. Sie gehört zum Berliner Bezirk Reinickendorf. Die Insel mit ihrem ovalen Grundriss ist rund 170 Meter lang und 60 Meter breit.
Die Tegeler Insel ist auf einigen Karten fälschlich als Humboldtinsel verzeichnet. Dieser Name bezeichnet dagegen die schmale, längliche Insel zwischen Tegeler Hafen und Tegeler Fließ, die nur 50 Meter nördlich der Tegler Insel liegt, wie die amtlichen Kartenwerke des Landes Berlin zeigen.

## Lage
Die Insel ist durch drei Fußgängerbrücken mit dem Festland verbunden: Georgsteg im Südwesten, Alexandersteg im Südosten und Wilhelmsteg im Nordwesten.

## Geschichte
Die Bezeichnung Hundeinsel rührt daher, dass auf der Insel Hunde ausgeführt wurden. Das Eiland ist zur Internationalen Bauausstellung 1984 im Hafenbecken künstlich angelegt worden. Anschließend wurden über einen Zeitraum von 20 Jahren verschiedene Folgenutzungen geplant, wie ein Freizeitbad, eine Seniorenresidenz und ein chinesisches Wellness-Center. Die im Jahr 2008 veröffentlichte Planung sah elf Luxusvillen mit jeweils 500 Quadratmeter Fläche vor. Das 40 Millionen Euro teure Bauvorhaben eines Investors mit Sitz in Moskau wurde jedoch im Winter 2008 wegen der globalen Finanzkrise abgebrochen. Im Mai 2013 startete die GBI Wohnungsbau auf Basis der geleisteten Vorarbeiten ein neues Projekt zum Bau von sieben Stadtvillen mit 49 Eigentumswohnungen.